# Archambaud VIII de Bourbon
Archambaud VIII de Bourbon dit le Grand, seigneur de Bourbon et connétable de Champagne, est né vers 1197 et est mort à la bataille de Taillebourg le 21 juillet 1242.[réf. nécessaire]

## Biographie
Archambaud VIII de Bourbon était le fils de Guy II de Dampierre et de Mathilde Ire de Bourbon, héritière de la seigneurie de Bourbon. Il fut seigneur de Bourbon de 1216 à sa mort à l'été 1242 (le 23 juillet à Taillebourg, ou plutôt le 23 août à Cognat).[réf. nécessaire]
Succédant à son père mort en 1216, il reçut également du roi Philippe II Auguste la garde de l'Auvergne (connétable en 1223), nouvelle province intégrée au domaine royal et confisquée au comte Guy II d'Auvergne en 1213, comprenant notamment le château de Tournoël.
Enfant, il est marié ou fiancé à Alix de Forez vers 1205/1206 (annulation vers 1211).
Il épousa Béatrice de Montluçon vers 1215. De cette union naîtra notamment Archambaud IX et la lignée de Robert de Clermont.
En 1232, Archambaud VIII concède une charte de franchise (affranchissement) à la ville de Moulins. La concession de la charte n'était pas purement gratuite ; les habitants de Moulins s'étaient, en effet, engagés à payer aux sires de Bourbon une contribution annuelle de 200 livres. Elle ne faisait que préciser et compléter les privilèges que leur avait donnés Archambaud VII, vers la fin du siècle précédant.
Archambaud VIII et sa femme Béatrix reposent sous forme de gisants dans l'abbaye Notre-Dame de Bellaigue, à Virlet.
- Liste des enfants connus d'Alix Guigone de Forez[4] :
  - Marguerite de Bourbon, reine de Navarre et comtesse de Champagne par son mariage (1211 - 1256) ;

- Liste des enfants connus de Béatrice de Montluçon :
  - Béatrix de Bourbon (1210 - Dreux 1274) qui épousera Béraud VIII, seigneur de Mercœur (1210 - 1294), bailli du roi, connétable d'Auvergne et maréchal de Bourbon,
  - Archambaud IX, seigneur de Bourbon, Dampierre, Saint-Just et Saint-Dizier dit le Jeune (1212 - 1249),
  - Guillaume, sire de Bessay[5], mari de Marguerite, dame de Bois-Roserain (Bois-Bourrain à La Guerche), veuve d'Eudes des Barres ; leur fils Guillaume II de Bourbon épousera en 1270 Isabeau de Courtenay-Champignelles[6],
  - Marie de Bourbon-Dampierre (1220 - 1274), comtesse de Dreux
  - L'historien du Bourbonnais Max Fazy (1924) ajoute : Guy, doyen de Rouen ; et Dreux, chanoine de Chartres.